# Strada statale 545 Rivolese
La ex strada statale 545 Rivolese (SS 545), ora strada provinciale 77 Rivolese (SP 77), è una strada provinciale italiana il cui percorso si snoda nella Provincia di Foggia.

## Percorso
La strada ha inizio staccandosi dalla ex strada statale 159 delle Saline in località Torre di Rivoli, nei pressi della foce del fiume Carapelle, alle porte di Zapponeta, in località Foggiamare. La strada ha un andamento nord-sud lungo la totalità del suo itinerario che la porta ad incrociare la ex strada statale 544 di Trinitapoli e l'A14 Bologna-Taranto, alla quale si può accedere mediante il casello di Cerignola Est.
L'arteria prosegue raggiungendo la stazione di Cerignola Campagna ed oltre, fino ad incrociare la strada statale 16 Adriatica, nel tratto in variante al centro abitato di Cerignola, in località Angarano. La carreggiata prosegue oltre tale incrocio, ma classificata come ex strada statale 529 dell'Ofanto.
In seguito al decreto legislativo n. 112 del 1998, dal 2001 la gestione è passata dall'ANAS alla Regione Puglia, che ha provveduto al trasferimento dell'infrastruttura al demanio della Provincia di Foggia.